# Toulouse School of Economics
Die Toulouse School of Economics (TSE) ist eine Forschungs- und Bildungseinrichtung an der Universität Toulouse I in Toulouse, Frankreich. Laut RePEc ist die TSE eine der weltweit 10 forschungsstärksten Einrichtungen auf dem Gebiet der Volkswirtschaftslehre. Jean Tirole, Ehrenpräsident der TSE, wurde 2014 mit dem Alfred-Nobel-Gedächtnispreis für Wirtschaftswissenschaften („Wirtschaftsnobelpreis“) „für seine Analyse von Marktmacht und -regulierung“ ausgezeichnet.
Die TSE bietet mehrere Bachelor und Master Abschlüsse sowie ein Ph.D. Programm in Volkswirtschaftslehre an.

## Gebäude
Das Gebäude liegt im historischen Zentrum von Toulouse am Zusammenfluss der Garonne und dem Canal de Brienne. Entworfen haben das Gebäude die irischen Architektinnen Yvonne Farrell and Shelley McNamara mit ihrem Büro Grafton Architects.

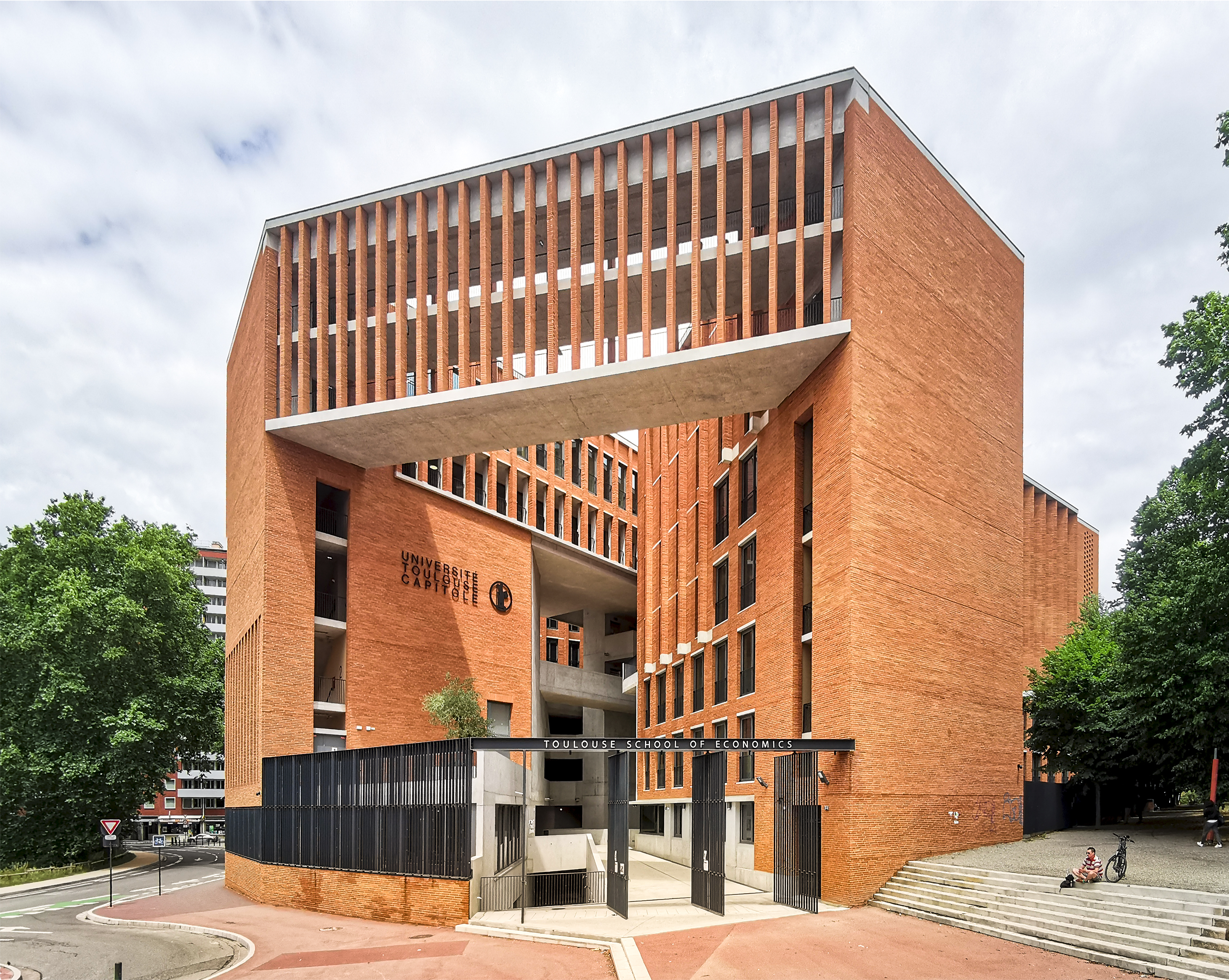
Toulouse School of Economics